# Zespół McKusicka-Kaufmana
Zespół McKusicka-Kaufmana (ang. McKusick-Kaufman syndrome, MKKS, MKS) – rzadki uwarunkowany genetycznie zespół wad wrodzonych. Na obraz kliniczny choroby składają się poszerzenie pochwy i macicy przez zbierający się płyn (hydrometrocolpos) spowodowane atrezją pochwy albo nieperforowaną błoną dziewiczą, polidaktylia pozaosiowa i wrodzone wady serca różnego typu. U chłopców stwierdza się spodziectwo i wydatny szew moszny. Opisywano też takie wady jak atrezja nozdrzy tylnych, dysplazja przysadki, atrezja przełyku i przetoka tchawiczo-przełykowa, choroba Hirschsprunga, wady kręgów, hydrops fetalis. Chorobę wywołują mutacje w genie MKKS w locus 20p12 kodującym białko zbliżone budową do białek rodziny chaperonin. Fenotyp zespołu wywołują tylko niektóre mutacje w genie MKKS (H84Y, A242S), prawdopodobne powodujące częściową utratę funkcji genu; większość mutacji tego genu objawia się jako zespół Bardeta-Biedla. Choroba jest szczególnie częsta w populacji Amiszów, podobnie jak zespół Ellisa-van Crevelda albo dysplazja przynasadowa McKusicka. Zespół jako pierwsi opisali Victor McKusick w dwóch pracach z 1964 i 1968 roku, i niezależnie od niego Robert L. Kaufman w 1972 i Claibourne I. Dungy ze wsp. w 1971.